# Partit Alemany dels Sudets
El Partit Alemany dels Sudets (en alemany Sudetendeutsche Partei, SdP; en txec Sudetoněmecká strana) es va formar sota el lideratge de Konrad Henlein el 1r d'octubre de 1933 com a Front Patriòtic dels Alemanys dels Sudets (Sudetendeutsche Heimatfront). Sota la pressió del govern txecoslovac, va haver de canviar de nom el 19 d'abril de 1935 per poder participar en les eleccions al Parlament. En els darrers anys de la Primera República de Txecoslovàquia, va anar guanyant força fins a convertir-se en la «cinquena columna» de Hitler amb el suport massiu del Tercer Reich.

## Història
Després de la Primera Guerra Mundial fins al 1933, els alemanys dels Sudets van rebutjar majoritàriament la cooperació amb l'estat txecoslovac que havia sorgit i es va organitzar en dos partits: els conservadors al Partit Nacional Alemany (DNP) i els radicals al Partit Nacional Socialista Obrer Alemany (DNSAP). Tanmateix, tots dos van ser prohibits pel govern de Praga el 1933.
El 1r d'octubre de 1933, Konrad Henlein va fundar el Front Patriòtic Alemany dels Sudets a Eger amb l'objectiu d'«unir tots els alemanys» de la República Txecoslovaca. Henlein va posar èmfasi en la «ideologia cristiana i alemanya» del Front Patriòtic, que es trobava al terreny de l'estat txecoslovac i va afirmar la «idea bàsica de la democràcia». Dins del Front Patriòtic Alemany dels Sudets, aviat van sorgir conflictes entre dues faccions.

Escut del Partit Alemany dels Sudets

D'una banda, hi havia els membres de l'Associació de Camaraderia per a l'Educació Nacional i Social (KB), una associació de joves dels sudets alemanys fundada els anys 1925 i 1930, que s'havia dedicat als ensenyaments d'Othmar Spann sobre la construcció de l'estat corporatiu. Es diferenciaven del nacionalsocialisme en dues qüestions bàsiques: representaven un concepte espiritual i cultural del poble mentre rebutjaven la teoria racial nacionalsocialista. I van rebutjar la violència per resoldre els problemes nacionals. A més de Henlein, els representants més destacats van ser Walter Brand, Heinz Rutha i Walter Heinrich.
A l'altra banda hi havia els antics seguidors del DNSAP, que es van reunir al cercle «Aufbruch», que porta el nom d'una revista cofundada per Rudolf Jung. Aquest grup representava opinions de la «Gran Alemanya», eren antisemites i racistes i va estar en estret contacte amb el NSDAP a Alemanya des del principi. Un dels representants importants del partit al costat de Jung va ser Hans Krebs. Inicialment, el lideratge del Front Patriòtic estava en mans dels membres del KB.
Inicialment, la direcció del Front Patriòtic Alemany dels Sudets, almenys oficialment, va rebutjar el nacionalsocialisme d'Adolf Hitler; molts dels seus seguidors estaven propers a les tradicions de la monarquia dels Habsburg i afavorien la unificació amb la veïna Àustria més que no pas amb l'Reich Alemany.
Henlein va exigir, en primer lloc, que Txecoslovàquia complís la seva promesa de construir el seu estat «com una segona Suïssa» en què tots els grups ètnics haurien de tenir una autonomia àmplia. Encara es discuteix entre els historiadors fins a quin punt això es basava en la convicció o —com va afirmar més tard Von Henlein— en un comportament tàctic.
Poc abans de les eleccions parlamentàries del maig de 1935, sota la pressió del govern txecoslovac, el Front Patriòtic dels Alemanys dels Sudets es va rebatejar com a Partit Alemany dels Sudets (SdP). El partit va guanyar la majoria de vots (1.249.530) entre la resta de partits en l'àmbit nacional i es va convertir en el segon partit més fort a la Cambra de Representants de la República Txecoslovaca, després del Partit Republicà d'Agricultors i Camperols. Van aconseguir 44 escons (d'un total de 300) a la Cambra de Representants i 23 al Senat. Va guanyar el 68 % dels vots alemanys dels Sudets. Fins aleshores, la Lliga d'Agricultors, el Partit Socialdemòcrata i el Partit Comunista havien dominat les eleccions parlamentàries a la «Regió dels Sudets».
L'èxit electoral va convertir l'SdP en un element a tenir en compte per a la política exterior de Hitler. Mentre que la campanya electoral de 1935 es va finançar, entre d'altres, amb fons de la Volksbundes für das Deutschtum im Ausland (Associació per a la Nacionalitat Alemanya a l'Estranger), el SdP va rebre ara encara més fons del Ministeri d'Afers Exteriors, el Front Alemany del Treball i l'autoritat del pla quadriennal i va aprofundir la dependència del partit del Tercer Reich. El 1936, el cercle «Aufbruch» es va revoltar contra la direcció del partit i va aconseguir que Brand substituís el diputat d'Henlein l'octubre de 1936 per Karl Hermann Frank, que s'havia radicalitzat. Després que Rutha fos arrestada l'octubre de 1937 acusada d'homosexual i una baralla entre membres de l'SdP i la policia txecoslovaca va causar enrenou, Henlein també es va girar cap als radicals. No més tard del dia 19 de novembre de 1937, segons l'historiador Ralf Gebel, Henlein es va apropar per primera vegada a Hitler i li va demanar que recolzés els alemanys dels Sudets, el SdP s'havia convertit en la Cinquena Columna de Hitler a Txecoslovàquia. El dia 28 de març de 1938, els dos polítics es van reunir i Henlein va rebre instruccions de Hitler de fer demandes al govern txecoslovac que no pogués acceptar.
El març de 1938, la Unió de Pagesos es va fusionar amb el Partit Alemany dels Sudets, i els membres del Partit Popular Social Cristià Alemany també s'hi van. Al mateix temps, s'estava pressionant els alemanys de la República Txecoslovaca perquè s'incorporessin al partit. Mentre que el nombre de membres de l'SdP el 31 de desembre de 1936 era de 459.833, el 31 de desembre de 1937 havia augmentat a 548.338, el març de 1938 era de 759.289 i un mes després arribava fins als 1.047.178. A instàncies de Hitler, l'SdP va presentar el 24 d'abril de 1938 al Programa Karlsbader. Un conjunt de demandes entre les quals hi havia un augment substancial del grau d'autonomia de la minoria alemanya, un augment rebutjat pel govern txecoslovac.
Poc temps després, el partit va guanyar al voltant del 90 % dels vots alemanys dels Sudets a les eleccions locals, que ja es van celebrar en un clima d'intimidació contra els dissidents.
El maig de 1938 es va constituir el Servei Voluntari de Protecció Alemany (FS), que va sorgir del servei de seguretat de l'SdP.
L'octubre de 1938 —després de la incorporació de les àrees dels Sudets al Reich alemany com a Reichsgau dels Sudets com a resultat de l'Acord de Múnic— el Partit Alemany dels Sudets estava directament subordinat al NSDAP. El darrer congrés del partit es va celebrar el 16 d'octubre de 1938 a Ústí. El dia 5 de novembre de 1938, el partit va declarar la seva dissolució durant un acte cerimonial a Liberec i es va anunciar el nou lideratge del partit en mans del NSDAP. Com que Hitler i alguns altres líders nacionalsocialistes (com Rudolf Hess o Reinhard Heydrich) desconfiaven de l'SdP i el consideraven ideològicament poc fiable, els 1,35 milions de membres de l'SdP no van passar directament a formar part del NSDAP, sinó que van haver de presentar una sol·licitud d'adhesió al NSDAP. Finalment, s'hi van adherir uns 520.000 membres de les files del SdP.
Les lluites entre les faccions del partit durant els primers moments del moviment van continuar després que les àrees dels Sudets fossin annexionades al Gran Reich alemany. Representants influents del Kameradschaftsbund que havien rebutjat la incorporació dels Sudets al Tercer Reich (entre ells Walter Brand) van ser perseguits políticament, tot i que eren «en certa manera propers al nacionalsocialisme». A principis de 1940 es van celebrar els judicis de Dresden contra membres del KB per presumpta homosexualitat.
El president del Partit Alemany dels Sudets, Konrad Henlein, com a líder popular dels alemanys dels Sudets, va quedar exempt de persecució. Va rebre els títols de Gauleiter i Reichsstatthalter del Reichsgau dels Sudets alemanys i va ser nomenat per Heinrich Himmler com a líder «honorari de les SS» amb el rang Obergruppenführer de les SS. Això va permetre a Henlein de ser dels pocs que va poder portar l'uniforme de les SS tot i no ser-ne membre. El 1939, però, també es va unir activament a les SS i al NSDAP. Tanmateix, per culpa de Reinhard Heydrich, Henlein va perdre molta influència durant la Segona Guerra Mundial. Amb l'enfonsament del Tercer Reich el 1945, el Partit Alemany dels Sudets també va ser dissolt i prohibit.